# Acquaviva Picena
Acquaviva Picena is een gemeente in de Italiaanse provincie Ascoli Piceno (regio Marche) en telt 3567 inwoners (31-12-2004). De oppervlakte bedraagt 20,9 km², de bevolkingsdichtheid is 171 inwoners per km².

## Demografie
Acquaviva Picena telt ongeveer 1303 huishoudens. Het aantal inwoners steeg in de periode 1991-2001 met 10,7% volgens cijfers uit de tienjaarlijkse volkstellingen van ISTAT.
| Jaar | Inwoneraantal |
| ---- | ------------- |
| 1991 | 3080          |
| 2001 | 3409          |

## Geografie
De gemeente ligt op ongeveer 360 m boven zeeniveau.
Acquaviva Picena grenst aan de volgende gemeenten: Grottammare, Monsampolo del Tronto, Monteprandone, Offida, Ripatransone, San Benedetto del Tronto.

## Impressie

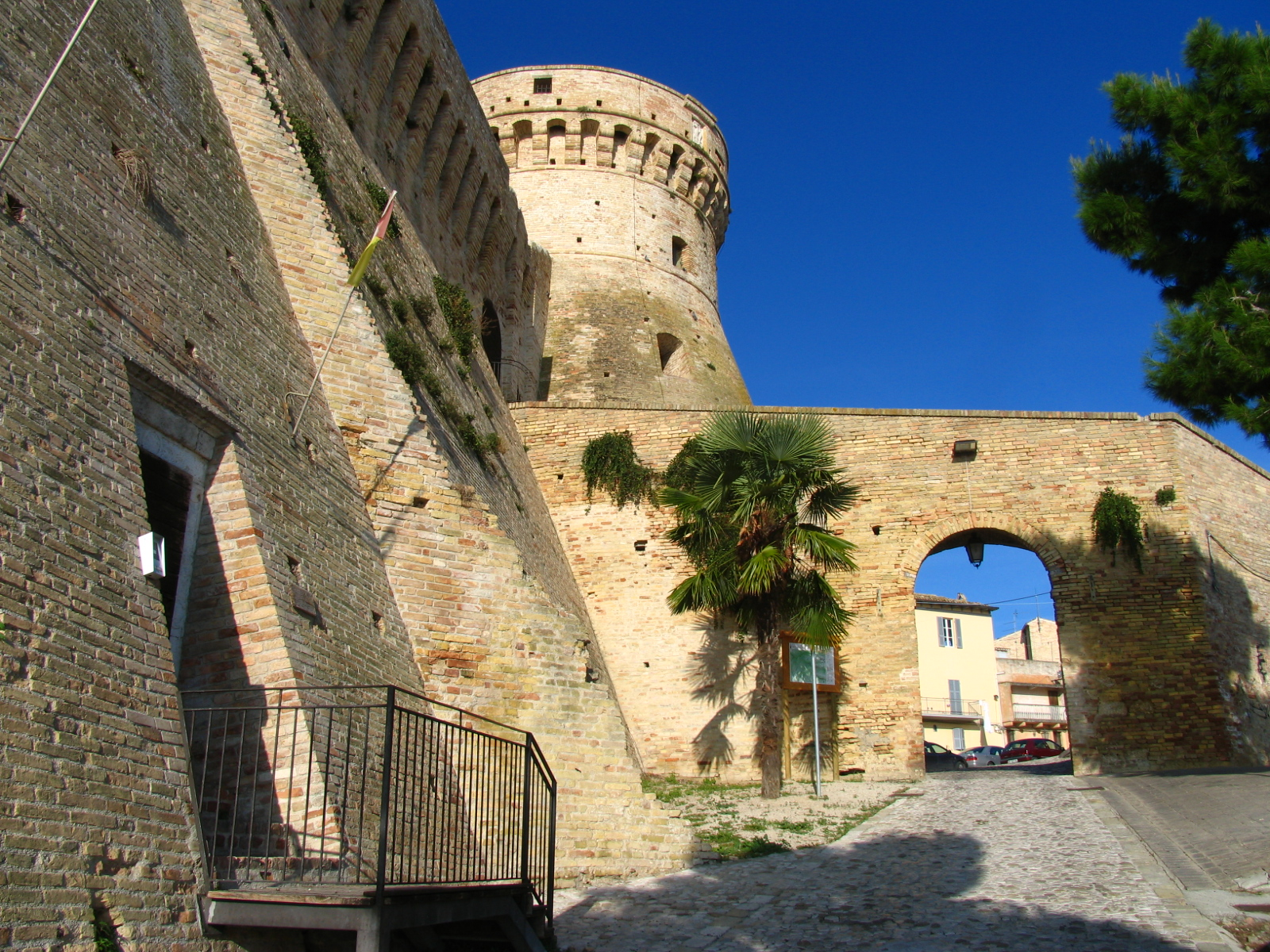
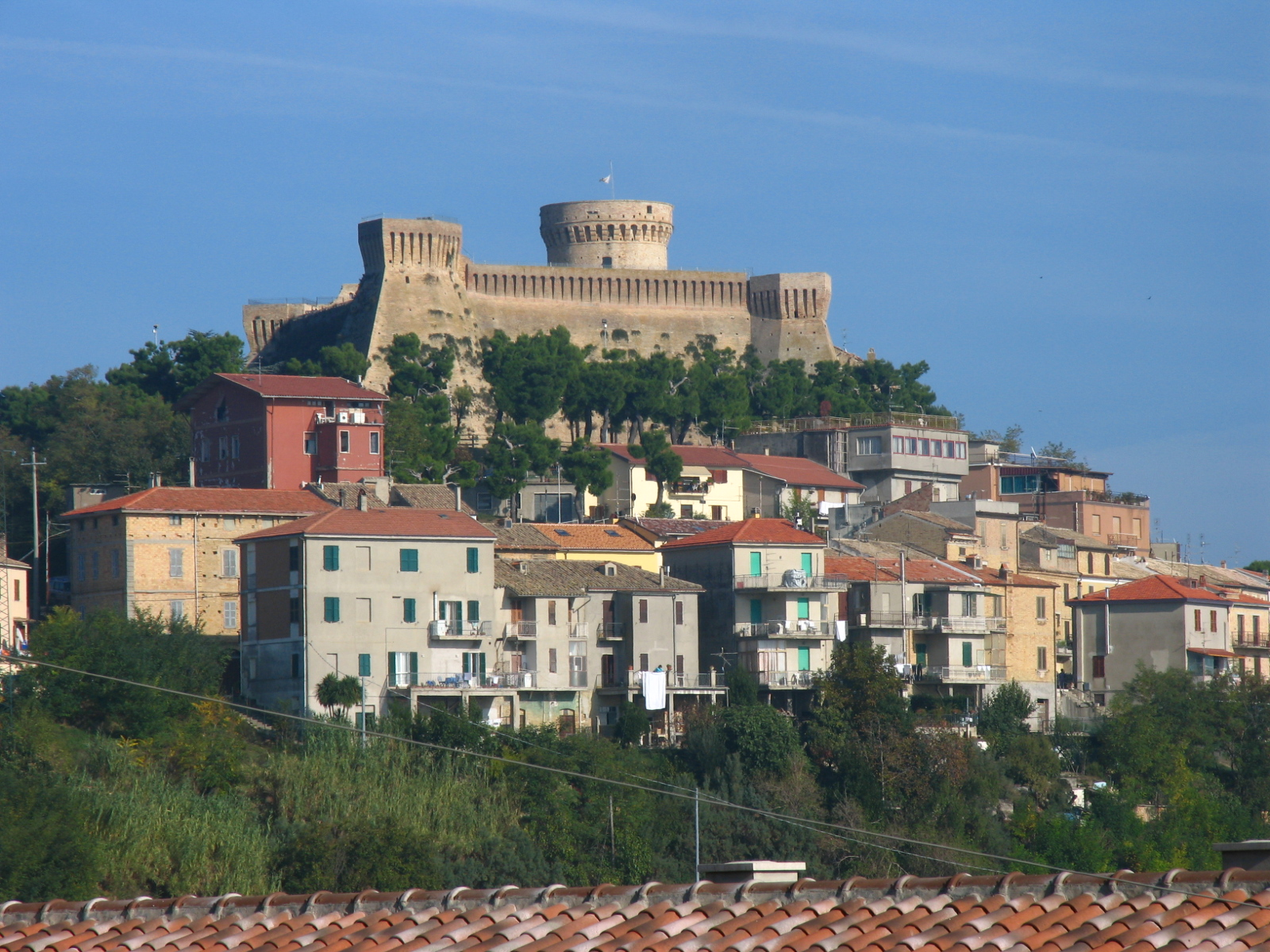
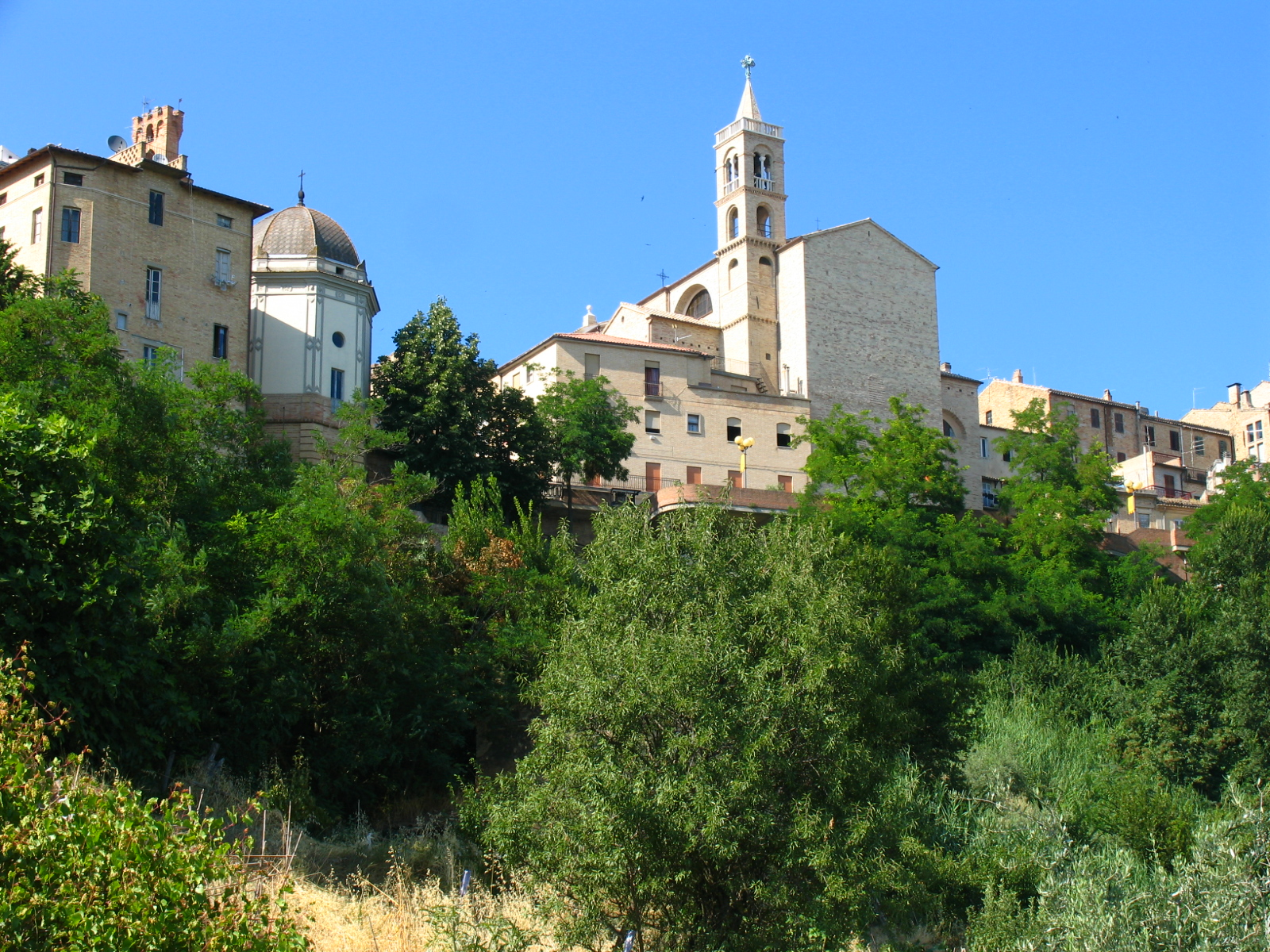
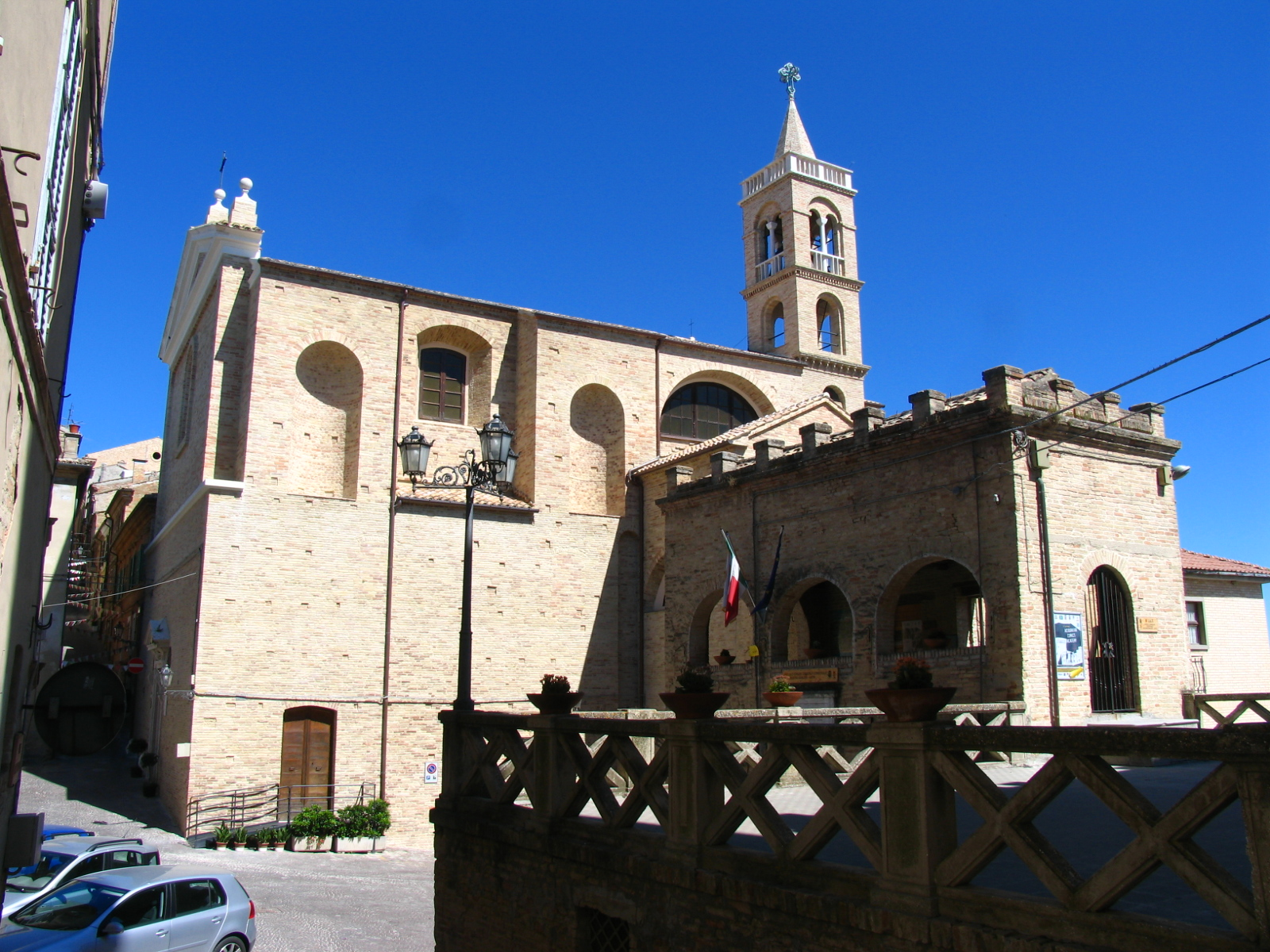
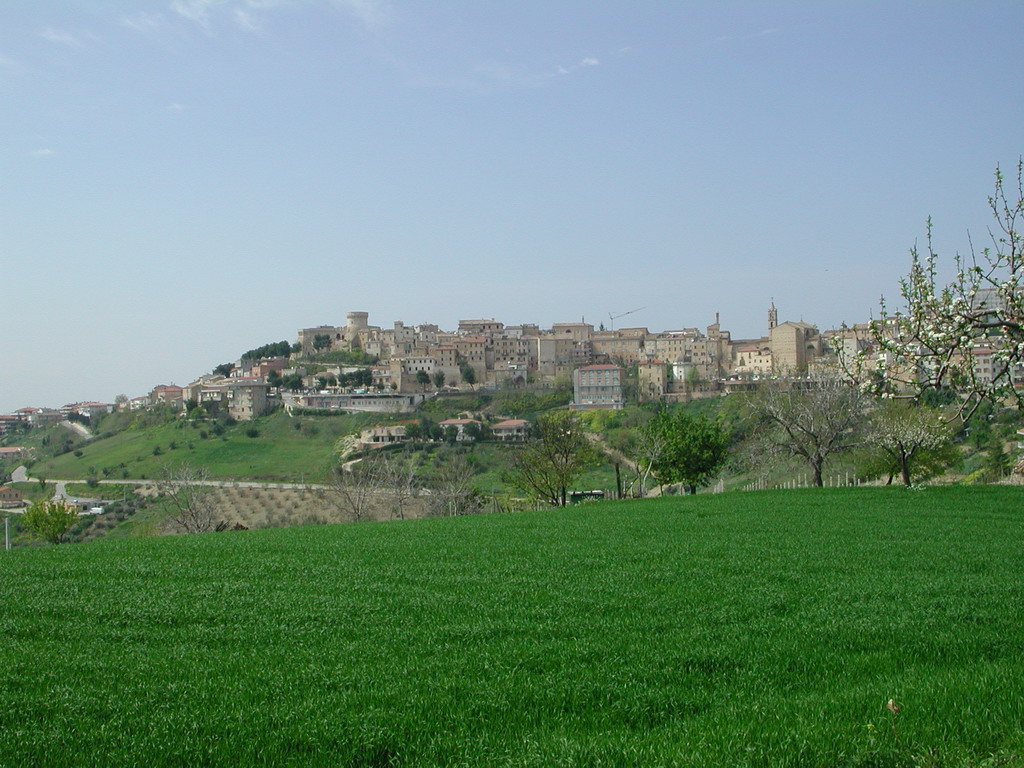